# セバスティアン・ガブリエル・デ・ボルボン

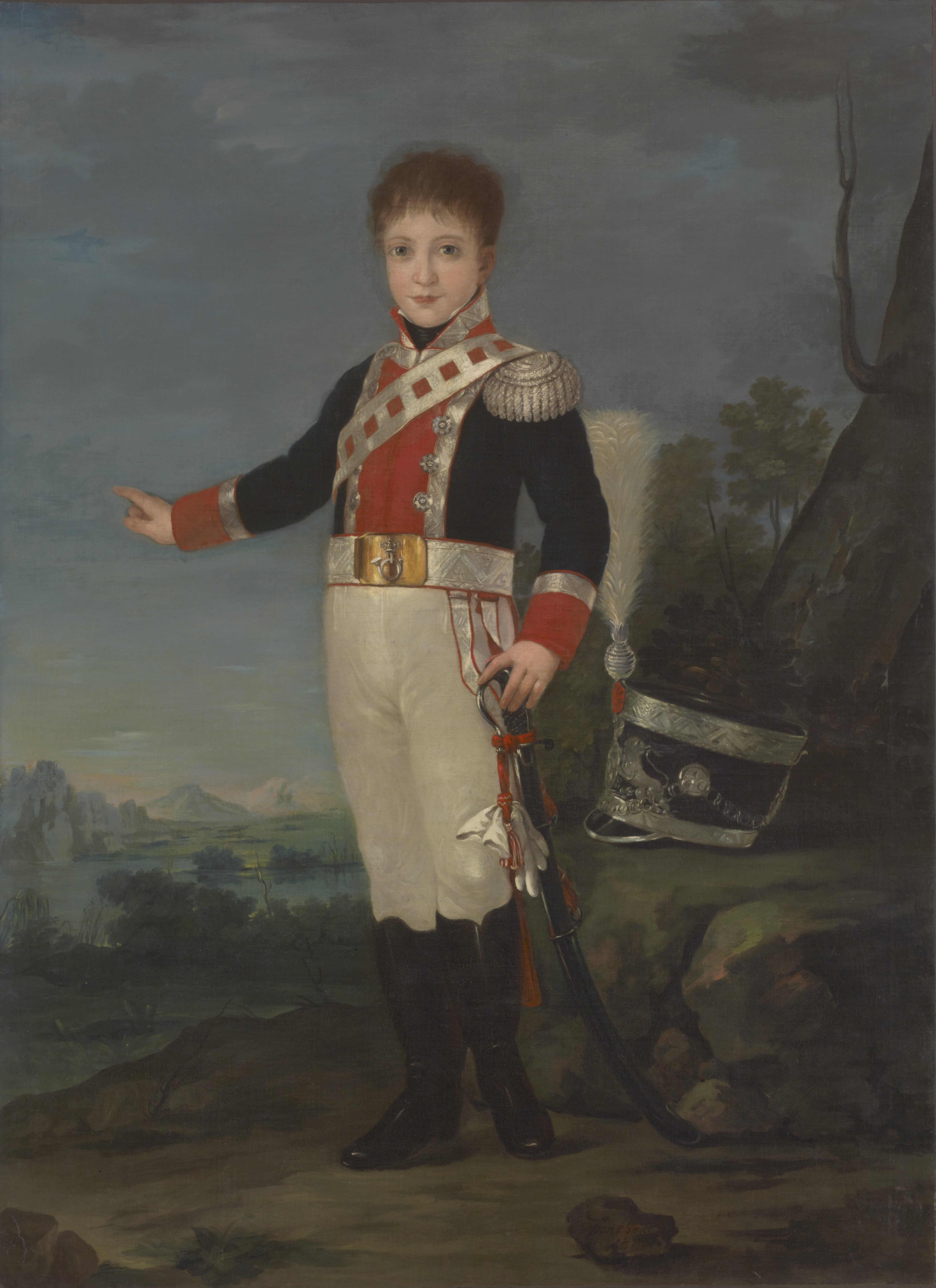
セバスティアン・ガブリエル王子、フランシスコ・デ・ゴヤ画、1822年

セバスティアン・ガブリエル・デ・ボルボン・イ・ブラガンサ（葡: Sebastião Gabriel de Bourbon e Bragança, 西: Sebastián Gabriel de Borbón y Braganza, 1811年11月4日 - 1875年1月13日）は、ポルトガルおよびスペインの王族で、第1次カルリスタ戦争のカルリスタ派将軍。ポルトガルおよびスペイン両国の王子称号を有した。

## 生涯
スペイン王子ペドロ・カルロスとその妻のポルトガル王女マリア・テレザの間の一人息子として、ポルトガル王室の避難先であった新大陸ブラジルのリオ・デ・ジャネイロで生まれた。ポルトガル語全名はセバスティアン・ガブリエル・マリーア・カルルシュ・ジュアン・ジュゼ・フランシスコ・シャヴィエル・ディ・パウラ・ミゲル・バルトゥロメウ・デ・サン・ジェミニアーヌ・ラファエル・ゴンザーガ（Sebastião Gabriel Maria Carlos João José Francisco Xavier de Paula Miguel Bartolomeu de São Geminiano Rafael Gonzaga）。
母はポルトガル王ジョアン6世の長女、父はスペイン王カルロス3世の孫息子であった。誕生後まもなく「ポルトガルおよびブラジル王子」の称号を授けられたものの、スペイン王家との関係はカルロス3世の男系曾孫と血縁が遠い（男系女系の別なしでもカルロス4世の曾孫でしかない）ことから、当初「スペイン王子」の称号は与えられなかった。1824年になって、大叔父のフェルナンド7世により「スペイン王子」の称号を授けられた。
1838年、母は実の叔父で妹マリア・フランシスカの寡夫でもあったモリナ伯カルロスと再婚した。モリナ伯は当時、スペイン王位を請求して第1次カルリスタ戦争を起こしていた。マリア・テレザは1833年にスペイン王位継承問題が持ち上がった頃からモリナ伯を支援しており、内戦が起きてからはカルリスタ陣営の野営で暮らしていた。セバスティアンも第2次ビルバオ包囲戦などに参加しており、1836年12月30日にはカルリスタ北部軍の司令官となった。彼は1837年3月16日のオリアメンディの戦いでデ・レイシー＝エヴァンズ将軍率いるイギリス傭兵部隊に勝利しているが、マドリードへの進軍には失敗した。
1837年1月15日、スペイン議会は、女王イサベル2世に対する反逆罪を犯したとして、モリナ伯を支持してカルリスタ反乱に加担したスペイン王家の系累から、スペイン王位継承権を剥奪する法律を通過させた。これに伴い、セバスティアンは母、母方叔父のポルトガル廃王ミゲル1世、モリナ伯の3人の息子たちと共に、スペイン王位継承権者の列から廃除された。
1832年5月25日に両シチリア王フランチェスコ1世の娘で従叔母にあたるマリーア・アマーリアと結婚しており、1839年のカルリスタ敗北後は妻の実家を頼ってナポリに亡命した。1855年に継父モリナ伯が亡くなり、また1857年には最初の妻とも死別した。
1859年、セバスティアンはスペイン政府に帰順して帰国、同時に「スペイン王子」の称号をも回復した。翌1860年11月19日、セバスティアンは女王イサベル2世の義妹で従妹でもあるマリア・クリスティーナ王女と再婚した。彼女は先妻の姪にあたり、セバスティアン自身の従叔母でもあった。
1868年にイサベル2世が王位を追われると、セバスティアンはスペイン・ブルボン家内のイサベル系とカルリスタ系を和解させようと試みたが、失敗に終わった。1875年ピレネー山麓のフランス領ポーで死去し、エル・エスコリアル修道院に埋葬された。

## 子女
後妻マリーア・クリスティーナとの間に5人の息子をもうけた。夫妻の子孫はマルチェーナ公爵家、ドゥルカル公爵家、アンソラ公爵家、そしてアンソラ公爵家から分かれたエルナニ公爵家の4つの公爵家を創設した。
- フランシスコ・マリーア（Francisco María de Borbón, 1861年 - 1923年） - 初代マルチェーナ公爵
- ペドロ・デ・アルカンタラ（Pedro de Alcántara de Borbón, 1862年 - 1892年） - 初代ドゥルカル公爵
- ルイス・デ・ヘスス（Luis de Jesús de Borbón, 1864年 - 1889年） - 初代アンソラ公爵
- アルフォンソ・マリア（1866年 - 1934年）
- ガブリエル・ヘスス（1869年 - 1889年）

セバスティアンの男系子孫は三男ルイスの下の息子である初代エルナニ公爵マンフレド（1889年 - 1979年）の死と同時に絶えた。子供のないマンフレドは、死の直前に国王フアン・カルロス1世の妹マルガリータ王女を養女に迎え、彼女にエルナニ公爵位を相続させた。マルチェーナ公爵位、ドゥルカル公爵位およびアンソラ公爵位は、いずれもセバスティアンの女系子孫たちが受け継いでいる。